# 利索韋 (羅基特涅區)
51°16′58″N 27°18′20″E / 51.28278°N 27.30556°E
利索韋（烏克蘭語：Лісове），是烏克蘭西北部的村莊，隸屬里夫內州的薩爾內區。該村始建於1950年，面積25.7平方公里，海拔高度184米，2001年人口280，人口密度每平方公里10.9人。